# I. J. Good
I. J. Good  ("I. J."; "Jack") Good, född 9 december 1916, död 5 april 2009, var en brittisk matematiker och kryptoanalytiker som arbetade på Bletchley Park med Alan Turing. Han föddes Isadore Jacob Gudak till en polsk judisk familj i London. Han angliserade senare sitt namn till Irving John Good och signerade sina publikationer "I. J. Good." Efter andra världskriget fortsatte Good att arbeta med Turing med utformningen av datorer och Bayesiansk statistik vid University of Manchester. Han flyttade till USA där han var professor vid Virginia Tech.
Good var upphovsman av begreppet som nu kallas "intelligensexplosion", och var även konsult gällande superdatorer till Stanley Kubrick, regissör till filmen 2001 – En rymdodyssé från 1968.